# Alberto Mariotti
Alberto Jorge Mariotti (1935. augusztus 23. –) argentin válogatott labdarúgó.
Az argentin válogatott tagjaként részt vett az 1962-es világbajnokságon.